# 电池手柄
电池手柄是一个用在单镜反光相机和数码单镜反光相机上的附件，不但可以给相机提供电力，而且还增加了一个带有快门按钮的垂直手柄。电池手柄一般安装在相机底部，可以使用相机原装锂电池或者AA电池以延长照相机的使用时间。一般都会配有快门按钮以方便竖拍。一些型号还配有录音、红外遥控等功能。

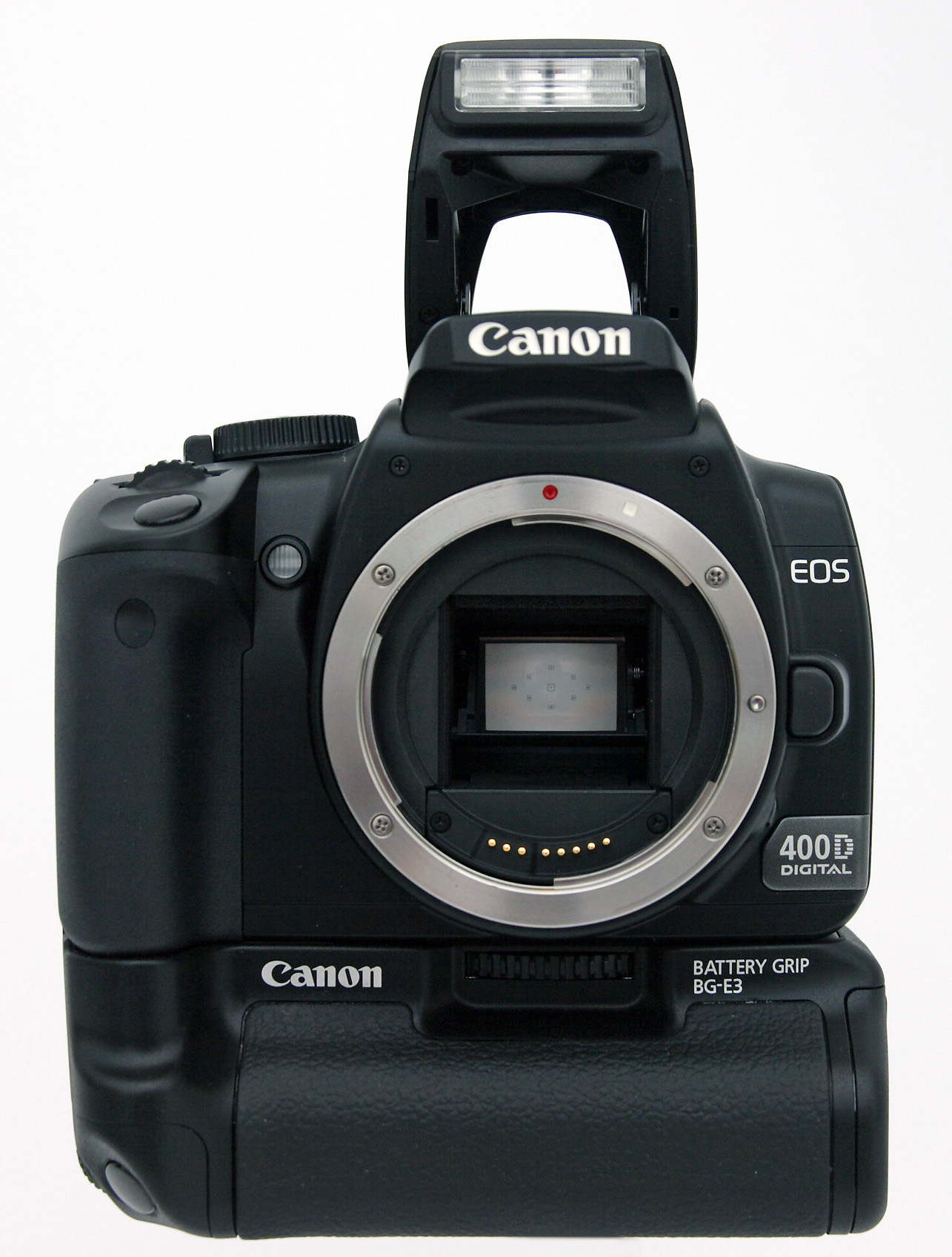
装有BG-E3型电池手柄的佳能 EOS 400D
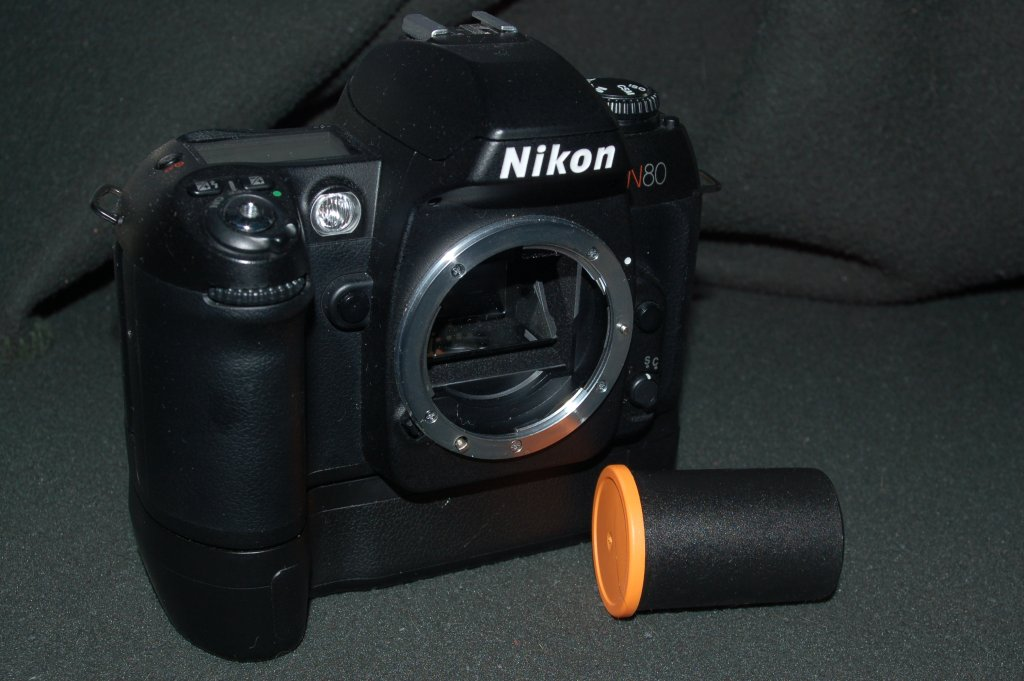
装有MB-16型电池手柄的尼康 F80